# 第90回全国高等学校ラグビーフットボール大会
第90回全国高等学校ラグビーフットボール大会は、2010年12月27日から2011年1月8日まで近鉄花園ラグビー場にて行われた全国高校ラグビー大会である。平成22年度全国高等学校総合体育大会を兼ねて開催。

## 概要
- 90回記念大会で、埼玉、神奈川、愛知、福岡各県で1校増枠され55校で実施
- また今大会では、大会キャラクターとして清水富美加（ミスマガ2010 ミス週刊少年マガジン）が起用された。
- 開会式での選手宣誓は名護主将宮城完爾が務めた[1]。

### 日程
- 12月27日、開会式（第1グラウンド）、1回戦
- 12月28日、1回戦
- 12月30日、2回戦
- 1月1日、3回戦
- 1月3日、準々決勝
- 1月5日、準決勝
- 1月8日、決勝、閉会式

平年なら決勝は1月7日であるが、8日が土曜日であるため、今回は1日ずらしとなった。
決勝は前大会と同じ東福岡（福岡第1） VS 桐蔭学園（神奈川第2）の対戦となったが、31-31の同点で引き分け（トライ数も同じ）、両校優勝となった。東福岡は2大会連続3回目の優勝、桐蔭学園は初優勝。両校優勝は昭和天皇崩御に伴い決勝戦が中止となった第68回以来、史上4度目で22年ぶり。引き分けによる両校優勝は第27回大会以来、63年ぶり。

## 出場校
北海道
- 北北海道代表 - 遠軽（9年ぶり6回目）
- 南北海道代表 - 札幌山の手（11年連続11回目）

東北
- 青森県代表 - 青森工（初出場）
- 岩手県代表 - 黒沢尻工（2年連続25回目）
- 宮城県代表 - 仙台育英（15年連続17回目）
- 秋田県代表 - 秋田工（2年連続63回目）
- 山形県代表 - 山形中央（13年連続19回目）
- 福島県代表 - 磐城（2年連続16回目）

関東
- 茨城県代表 - 常総学院（20年ぶり2回目）
- 栃木県代表 - 國學院栃木（11年連続16回目）
- 群馬県代表 - 明和県央（2年連続2回目）
- 埼玉県第一代表 - 正智深谷（3年ぶり13回目）
- 埼玉県第二代表 - 深谷（3年連続4回目）
- 千葉県代表 - 流通経済大柏（16年連続18回目）
- 東京都第一代表 - 本郷（3年ぶり9回目）
- 東京都第二代表 - 國學院久我山（20年連続36回目）
- 神奈川県第一代表 - 慶応義塾（9年ぶり33回目）
- 神奈川県第二代表 - 桐蔭学園（6年連続10回目）
- 山梨県代表 - 日川（5年連続40回目）

北信越
- 新潟県代表 - 新潟工（7年連続35回目）
- 長野県代表 - 岡谷工（3年ぶり24回目）
- 富山県代表 - 富山工（2年ぶり14回目）
- 石川県代表 - 日本航空石川（6年連続6回目）
- 福井県代表 - 若狭（3年ぶり8回目）

東海
- 静岡県代表 - 静岡聖光学院（2年連続2回目）
- 愛知県第一代表 - 春日丘（初出場）
- 愛知県第二代表 - 旭野（5年ぶり2回目）
- 岐阜県代表 - 岐阜工（2年連続17回目）
- 三重県代表 - 木本（22年ぶり6回目）

近畿
- 滋賀県代表 - 八幡工（3年ぶり25回目）
- 京都府代表 - 伏見工（3年ぶり18回目）
- 大阪府第一代表 - 大阪朝鮮（2年連続5回目）
- 大阪府第二代表 - 大阪桐蔭（2年ぶり6回目）
- 大阪府第三代表 - 東海大仰星（6年連続12回目）
- 兵庫県代表 - 関西学院（3年ぶり4回目）
- 奈良県代表 - 御所実（3年連続6回目）
- 和歌山県代表 - 和歌山工（2年連続18回目）

中国
- 鳥取県代表 - 倉吉総合産（2年連続2回目）[2]
- 島根県代表 - 石見智翠館（20年連続20回目）
- 岡山県代表 - 倉敷工（24年ぶり2回目）
- 広島県代表 - 尾道（4年連続5回目）
- 山口県代表 - 萩商工（9年連続17回目）

四国
- 徳島県代表 - 貞光工（3年連続21回目）
- 香川県代表 - 高松北（2年ぶり8回目）
- 愛媛県代表 - 北条（3年ぶり2回目）
- 高知県代表 - 高知中央（3年連続3回目）

九州・沖縄
- 福岡県第一代表 - 東福岡（11年連続21回目）
- 福岡県第二代表 - 福岡（28年ぶり37回目）
- 佐賀県代表 - 佐賀工（29年連続39回目）
- 長崎県代表 - 長崎北陽台（3年ぶり12回目）
- 熊本県代表 - 荒尾（2年連続5回目）
- 大分県代表 - 大分舞鶴（25年連続49回目）
- 宮崎県代表 - 日向（2年ぶり2回目）
- 鹿児島県代表 - 鹿児島実（3年連続13回目）
- 沖縄県代表 - 名護（11年連続14回目）

### シード校
11月24日、関西ラグビーフットボール協会によってシード校が以下のとおり発表された。
|         | 西         | 東           |
| ------- | ---------- | ------------ |
| Aシード | 東福岡     | 桐蔭学園     |
| Aシード | 大阪朝鮮   | 流通経済大柏 |
| Bシード | 東海大仰星 | 慶應義塾     |
| Bシード | 伏見工     | 秋田工       |
| Bシード | 関西学院   | -            |

## 試合結果
- 時刻はすべて日本標準時 (UTC+9)
- 括弧内は前半終了時のスコアを示す。
- 太字は勝利校を示す。

### 1回戦
| 2010年12月27日 12:00 | 倉敷工       | 12-50 | (0−38)  | 岡谷工       | 第1グラウンド |
| 2010年12月27日 13:15 | 名護         | 7-38  | (0−26)  | 札幌山の手   | 第1グラウンド |
| 2010年12月27日 14:30 | 八幡工       | 15-71 | (5−33)  | 常総学院     | 第1グラウンド |
| 2010年12月27日 12:00 | 大分舞鶴     | 12-5  | (12−0)  | 磐城         | 第2グラウンド |
| 2010年12月27日 13:15 | 御所実       | 5-45  | (0−26)  | 明和県央     | 第2グラウンド |
| 2010年12月27日 14:30 | 日向         | 12-14 | (0−7)   | 木本         | 第2グラウンド |
| 2010年12月27日 12:00 | 石見智翠館   | 17-14 | (14−0)  | 日川         | 第3グラウンド |
| 2010年12月27日 13:15 | 倉吉総合産   | 0-59  | (0−28)  | 深谷         | 第3グラウンド |
| 2010年12月27日 14:30 | 萩商工       | 7-17  | (7−10)  | 黒沢尻工     | 第3グラウンド |
| 2010年12月28日 10:00 | 尾道         | 12-12 | (5−5)   | 春日丘       | 第1グラウンド |
| 2010年12月28日 11:15 | 福岡         | 14-8  | (7−5)   | 本郷         | 第1グラウンド |
| 2010年12月28日 12:30 | 鹿児島実     | 31-7  | (12−0)  | 富山工       | 第1グラウンド |
| 2010年12月28日 13:45 | 高知中央     | 0-74  | (0−45)  | 正智深谷     | 第1グラウンド |
| 2010年12月28日 10:00 | 若狭         | 27-26 | (10−21) | 山形中央     | 第2グラウンド |
| 2010年12月28日 11:15 | 和歌山工     | 12-26 | (0−7)   | 仙台育英     | 第2グラウンド |
| 2010年12月28日 12:30 | 北条         | 0-65  | (0−24)  | 國學院久我山 | 第2グラウンド |
| 2010年12月28日 13:45 | 長崎北陽台   | 75-0  | (21−0)  | 遠軽         | 第2グラウンド |
| 2010年12月28日 15:00 | 日本航空石川 | 38-12 | (19−7)  | 静岡聖光学院 | 第2グラウンド |
| 2010年12月28日 10:00 | 高松北       | 3-67  | (3−31)  | 青森工       | 第3グラウンド |
| 2010年12月28日 11:15 | 貞光工       | 0-81  | (0−38)  | 國學院栃木   | 第3グラウンド |
| 2010年12月28日 12:30 | 大阪桐蔭     | 43-10 | (12−5)  | 旭野         | 第3グラウンド |
| 2010年12月28日 13:45 | 佐賀工       | 46-10 | (29−5)  | 岐阜工       | 第3グラウンド |
| 2010年12月28日 15:00 | 荒尾         | 11-13 | (8-5)   | 新潟工       | 第3グラウンド |

### 2回戦
| 2010年12月30日 15:15 | 桐蔭学園     | 81-10 | (38−0)  | 岡谷工       | 第3グラウンド |
| 2010年12月30日 14:00 | 札幌山の手   | 19-27 | (14−12) | 常総学院     | 第3グラウンド |
| 2010年12月30日 12:45 | 東海大仰星   | 71-5  | (26−5)  | 大分舞鶴     | 第3グラウンド |
| 2010年12月30日 11:30 | 明和県央     | 14-24 | (7−12)  | 秋田工       | 第3グラウンド |
| 2010年12月30日 10:15 | 伏見工       | 70-5  | (27−0)  | 木本         | 第3グラウンド |
| 2010年12月30日 14:30 | 石見智翠館   | 5-31  | (0−12)  | 深谷         | 第2グラウンド |
| 2010年12月30日 13:15 | 黒沢尻工     | 15-25 | (5−10)  | 尾道         | 第2グラウンド |
| 2010年12月30日 12:00 | 福岡         | 12-48 | (0−24)  | 大阪朝鮮     | 第3グラウンド |
| 2010年12月30日 12:00 | 流通経済大柏 | 53-0  | (39−0)  | 鹿児島実     | 第2グラウンド |
| 2010年12月30日 10:45 | 正智深谷     | 41-5  | (17−0)  | 若狭         | 第2グラウンド |
| 2010年12月30日 14:30 | 仙台育英     | 17-38 | (0−19)  | 國學院久我山 | 第1グラウンド |
| 2010年12月30日 13:15 | 長崎北陽台   | 15-17 | (0−12)  | 慶應義塾     | 第1グラウンド |
| 2010年12月30日 12:00 | 関西学院     | 36-10 | (0−0)   | 日本航空石川 | 第1グラウンド |
| 2010年12月30日 9:30  | 青森工       | 7-55  | (7−31)  | 國學院栃木   | 第2グラウンド |
| 2010年12月30日 10:45 | 大阪桐蔭     | 12-7  | (5−0)   | 佐賀工       | 第1グラウンド |
| 2010年12月30日 9:30  | 新潟工       | 13-48 | (6−26)  | 東福岡       | 第1グラウンド |

### 3回戦
| 2011年1月1日 10:30 | 桐蔭学園     | 52-26 | (26−7)  | 常総学院   | 第1グラウンド |
| 2011年1月1日 11:45 | 東海大仰星   | 33-24 | (19−19) | 秋田工     | 第1グラウンド |
| 2011年1月1日 13:00 | 伏見工       | 65-15 | (31−10) | 深谷       | 第1グラウンド |
| 2011年1月1日 10:30 | 尾道         | 7-12  | (7−12)  | 大阪朝鮮   | 第3グラウンド |
| 2011年1月1日 14:15 | 流通経済大柏 | 12-0  | (0−0)   | 正智深谷   | 第1グラウンド |
| 2011年1月1日 11:45 | 國學院久我山 | 21-0  | (7−0)   | 慶應義塾   | 第3グラウンド |
| 2011年1月1日 13:00 | 関西学院     | 21-15 | (7−5)   | 國學院栃木 | 第3グラウンド |
| 2011年1月1日 14:15 | 大阪桐蔭     | 12-35 | (12−13) | 東福岡     | 第3グラウンド |

### 準々決勝
| 2011年1月3日 10:30 | 関西学院 | 5-0   | (5−0)   | 國學院久我山 | 第1グラウンド |
| 2011年1月3日 11:50 | 伏見工   | 12-20 | (5−8)   | 東福岡       | 第1グラウンド |
| 2011年1月3日 13:10 | 桐蔭学園 | 27-26 | (17−19) | 東海大仰星   | 第1グラウンド |
| 2011年1月3日 14:30 | 大阪朝鮮 | 32-10 | (10−5)  | 流通経済大柏 | 第1グラウンド |

### 準決勝
| 2011年1月5日 13:00 | 桐蔭学園 | 21-10 | (16−7) | 大阪朝鮮 | 第1グラウンド |
| 2011年1月5日 14:25 | 関西学院 | 7-42  | (0−28) | 東福岡   | 第1グラウンド |

### 決勝
| 2011年01月08日 14:05 | 桐蔭学園                                  | 31-31 (24-10)                                  | 東福岡                                    | 第1グラウンド 観客数: 10,000人 レフリー: 麻生彰久 |
| 2011年01月08日 14:05 | トライ: 5 コンバート: 3 PK: 0 ドロップ: 0 | 詳細 日本ラグビーフットボール協会 2011年1月8日 | トライ: 5 コンバート: 3 PK: 0 ドロップ: 0 | 第1グラウンド 観客数: 10,000人 レフリー: 麻生彰久 |

| 東福岡    |    |            |          |         |
| FW        | 01 | 北川賢吾   | 後半24'  |         |
| FW        | 02 | 林隼司     |          |         |
| FW        | 03 | 松波昭哉   | 後半15分 |         |
| FW        | 04 | 西竜徳     |          |         |
| FW        | 05 | 水上彰太   |          |         |
| FW        | 06 | 木村貴大   | 前半26'  |         |
| FW        | 07 | 西内勇人   | 前半2'   |         |
| FW        | 08 | 中村圭佑   |          |         |
| HB        | 09 | 後藤大     |          |         |
| HB        | 10 | 大庭慎也   |          |         |
| TB        | 11 | 中野涼     | 後半22分 |         |
| TB        | 12 | 布巻峻介   |          |         |
| TB        | 13 | 石松伸崇   | 前半17分 |         |
| TB        | 14 | 門間麗     |          |         |
| FB        | 15 | 藤田慶和   | 後半7'   |         |
| リザーブ: |    |            |          |         |
|           | 16 | 才田智     |          |         |
|           | 17 | 林栄       |          |         |
|           | 18 | 平野翔平   | 後半15分 |         |
|           | 19 | 貞方準     |          |         |
|           | 20 | 堺光弘     |          |         |
|           | 21 | 岩村昂太   |          |         |
|           | 22 | 大政亮     | 後半22分 | 後半29' |
|           | 23 | 川上剛右   |          |         |
|           | 24 | 日名子千里 |          |         |
|           | 25 | 藤崎匠     | 前半17分 |         |
|           |    |            |          |         |
| 監督      |    |            |          |         |
| 谷崎重幸  |    |            |          |         |

※赤字は、優勝校もしくは得点が高いことを示す。また、脚注の( )内の分数はキックの成功率、[ ]内の自然数は当該選手の背番号を示す。
| 全国高等学校ラグビーフットボール大会 第90回大会 優勝 |
| ---------------------------------------------------- |
| 桐蔭学園 初優勝                                      |
| 東福岡 2年連続3回目                                  |